# Isaac Adams

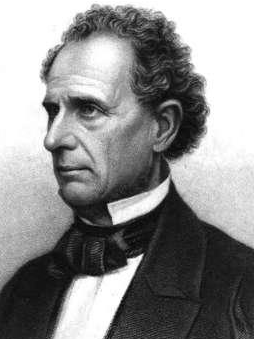
Isaac Adams (1857)

Isaac Adams (* 16. August 1802 (oder 1803) in Rochester, New Hampshire; † 19. Juli 1883 in Sandwich, New Hampshire) war ein US-amerikanischer Erfinder. Er entwickelte die Bostonpresse für den Buchdruck.

## Leben
Seine Eltern waren Benjamin Adams und Elizabeth Horne Adams. Er hatte keine besondere Ausbildung. In jungen Jahren wurde er Fabrikarbeiter, bevor er das Tischlerhandwerk lernte. 1824 ging er nach Boston und arbeitete in einem Maschinenladen.

Prinzip der Bostonpresse

Dort erfand er 1827/28 mit Unterstützung von Everett James Ellis die Adams Power Press, auch Boston-Tiegelpresse oder Bostonpresse genannt, eine Tiegeldruckpresse. Er stellte sie 1830 der Öffentlichkeit vor. 1834 verbesserte er sie nochmals und bekam 1836 ein Patent dafür. Diese Machine war eine Revolution in der Drucktechnik und wurde ab 1836 für den Rest des Jahrhunderts die führende Maschine für den Buchdruck. Die Presse wurde so populär, dass es sie in mehr als 30 Größen gab. Das Besondere an dieser Presse war, dass der Druck erzeugt wird, indem ein Tiegel angehoben wird, der gegen eine feste Platte gedrückt wird. Die Papierblätter werden von Hand zugeführt. Mit seinem Bruder Seth produzierte er diese und andere Maschinen. Adams gründete 1836 auch die Firma I. & S. Adams.
Adams war auch politisch aktiv und wurde 1840 Mitglied des Senats von Massachusetts.